# Bundeswertpapierverwaltung

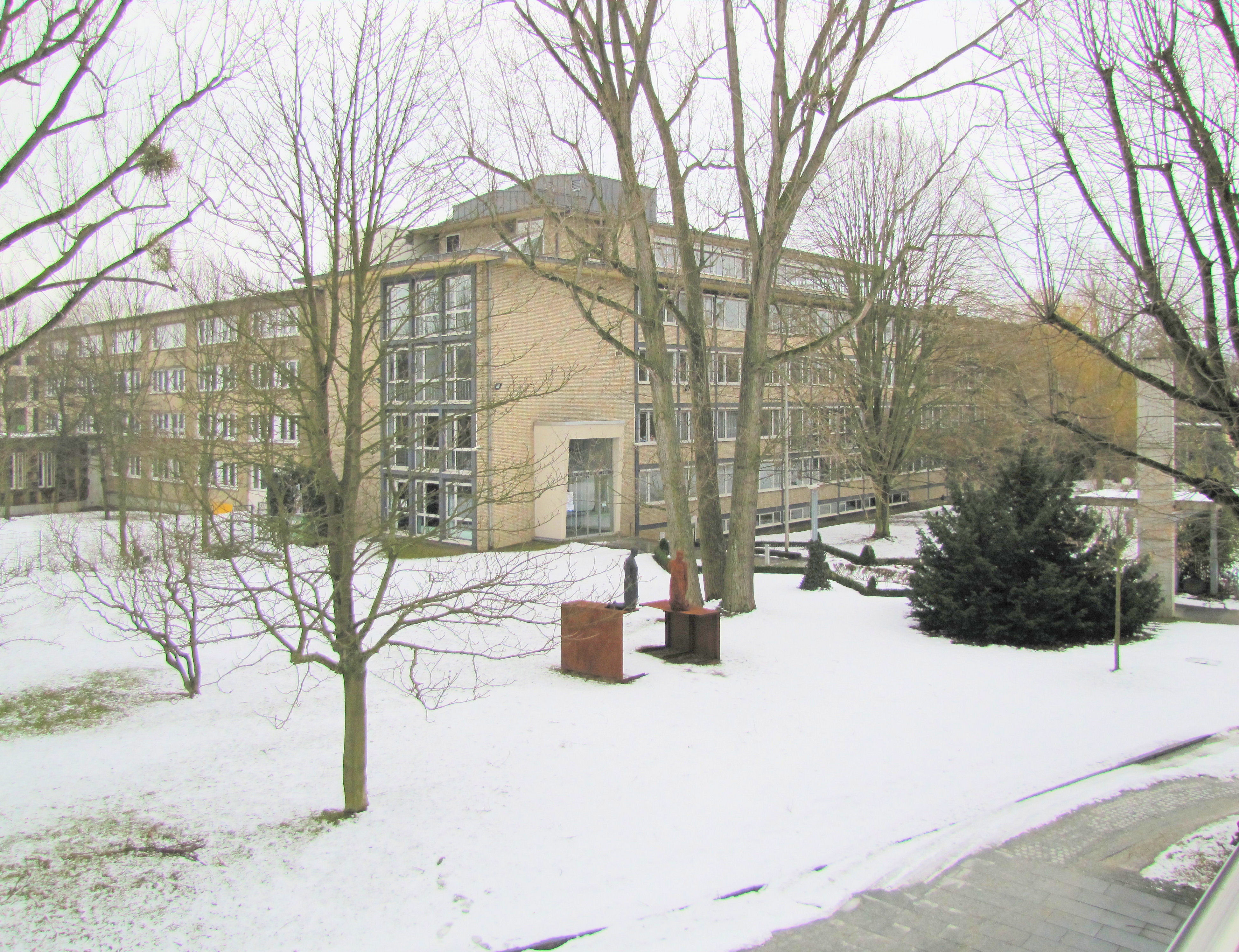
Dienstgebäude in Bad Homburg

Bezugschein der Bundesschuldenverwaltung über 400 Schweizer Franken vom 2. Mai 1960

Die Bundeswertpapierverwaltung (BWpV) (ehemals Bundesschuldenverwaltung, BSV) war eine deutsche Bundesbehörde, welche die vom Bund aufgenommenen Kredite, eingegangenen Gewährleistungen und internationalen Beteiligungs- und Beitragsverpflichtungen verwaltete. Außerdem bot sie als Dienstleistungsbehörde die kostenlose Depotverwaltung für Bundeswertpapiere und deren gebührenfreien Erwerb an.

## Geschichte
Direkter Vorläufer der Behörde war die Schuldenverwaltung des Vereinigten Wirtschaftsgebietes, die am 13. Juli 1948 eingerichtet wurde. Am 13. Dezember 1949 wurde diese in die Bundesschuldenverwaltung umgewandelt und gehörte fortan zur Bundesverwaltung. Präsident wurde Wilhelm Dieben, später (ab 1982) Jörg Jaeckel (* 1928 als Sohn des Diplom-Ingenieurs und Architekten Hans Jaeckel). Bis Dezember 2001 trug die Behörde die Bezeichnung Bundesschuldenverwaltung mit dem Sitz Bad Homburg vor der Höhe und war dem Geschäftsbereich des Bundesfinanzministeriums unterstellt. Vorläufer dieser Oberen Bundesbehörde war nach Gründung des Deutschen Reichs die Reichsschuldenverwaltung in Berlin.
Seit Januar 2002 hieß die Behörde Bundeswertpapierverwaltung. Rechtsgrundlage für die Arbeit der Bundeswertpapierverwaltung war das Gesetz zur Neuordnung des Schuldbuchrechts des Bundes und der Rechtsgrundlagen der Bundesschuldenverwaltung (Bundeswertpapierverwaltungsgesetz – BWpVerwG) vom 11. Dezember 2001.
Nach der Verabschiedung des Bundesschuldenwesenmodernisierungsgesetzes wurde die Bundeswertpapierverwaltung am 31. Juli 2006 aufgelöst. Seit dem 1. August 2006 sind die verbliebenen Aufgaben und ein Teil des Personals der ehemaligen Bundeswertpapierverwaltung in die Deutsche Finanzagentur am Dienstort Frankfurt am Main integriert. Die „Verkaufsstelle für die Sammlermünzen der Bundesrepublik Deutschland“ (VfS) ging zum 1. August 2006 an das Bundesverwaltungsamt über.

## Aufgaben
Die Bundeswertpapierverwaltung beurkundete und verwaltete die vom Bund aufgenommenen Kredite, Gewährleistungen und internationalen Beteiligungs- und Beitragsverpflichtungen.
Ferner bot sie als Dienstleistungsbehörde die kostenlose Depotverwaltung für Bundeswertpapiere und deren gebührenfreien Erwerb an.

### Verkaufsstelle für Sammlermünzen
Zudem oblagen ihr bestimmte Aufgaben auf dem Gebiet des Münzwesens, so wurde die Bundeswertpapierverwaltung 1967 vom Bundesministerium der Finanzen beauftragt, eine „Verkaufsstelle für die Sammlermünzen der Bundesrepublik Deutschland“ (VfS) einzurichten. So entstand im numismatischen Jargon die Bezeichnung „oBH“ für „Original Bad Homburg“ als Synonym für solche Sammelmünzen, die sich noch in ungeöffneter Originalverpackung (meist Kunststoff-Noppenfolie) befinden. Diese Stücke erzielen im Handel einen höheren Preis.

### Münze Deutschland
Seit dem 1. Februar 2020 firmiert die VfS unter dem Namen „Münze Deutschland“.

## Gebäude
Das Gebäude der Bundesschuldenverwaltung in Bad Homburg steht unter Denkmalschutz.